# Az 1928. évi téli olimpia magyarországi résztvevőinek listája
Az 1928. évi téli olimpiai játékokon a magyar csapat tagjaként 13 férfi sportoló vett részt. Az olimpia műsorán szereplő nyolc sportág ill. szakág közül négyben indult magyar versenyző. A magyarországi résztvevők száma az egyes sportágakban ill. szakágakban a következő (zárójelben a magyar indulókkal rendezett versenyszámok száma, kiemelve az egyes oszlopokban előforduló legmagasabb érték, vagy értékek):
| Sportág, szakág      | Helyezések száma | Helyezések száma | Helyezések száma | Helyezések száma | Helyezések száma | Helyezések száma | Olimpiai pont | Magyar résztvevő | Magyar résztvevő | Magyar résztvevő |
| Sportág, szakág      | 1.               | 2.               | 3.               | 4.               | 5.               | 6.               | Olimpiai pont | Férfi            | Nő               | Össz.            |
| északi összetett (1) | 0                | 0                | 0                | 0                | 0                | 0                | 0             | 1                | 0                | 1                |
| gyorskorcsolya (3)   | 0                | 0                | 0                | 0                | 0                | 0                | 0             | 1                | 0                | 1                |
| jégkorong (1)        | 0                | 0                | 0                | 0                | 0                | 0                | 0             | 10               | 0                | 10               |
| sífutás (1)          | 0                | 0                | 0                | 0                | 0                | 0                | 0             | 2                | 0                | 2                |
|                      |                  |                  |                  |                  |                  |                  |               |                  |                  |                  |
| Összesen             | 0                | 0                | 0                | 0                | 0                | 0                | 0             | 13               | 0                | 13               |

## ABC-rendi bontás
A következő táblázat ABC-rendben sorolja fel azokat a magyarországi sportolókat, akik az olimpián részt vettek. Lásd még: sportágankénti ill. szakágankénti bontás.
| Ábécé szerinti tartalomjegyzék                                                                           |
| --- |
| A, Á B C Cs D Dz Dzs E, É F G Gy H I, Í J K L Ly M N Ny O, Ó Ö, Ő P Q R S Sz T Ty U, Ú Ü, Ű V W X Y Z Zs |

| Sportoló | Sportág, szakág | Versenyszám | Helyezés (elért eredmény) |

## B
| Barcza Miklós | jégkorong | férfi csapat | 11. hely |
| Barna Frigyes | jégkorong | férfi csapat | 11. hely |

## E
| Eötvös Zoltán | gyorskorcsolya | 500 m  | 19. (46,8)   |
| Eötvös Zoltán | gyorskorcsolya | 1500 m | 10. (2:27,9) |
| Eötvös Zoltán | gyorskorcsolya | 5000 m | 20. (9:34,4) |

## K
| Krempels Péter  | jégkorong | férfi csapat | 11. hely |
| Krepuska István | jégkorong | férfi csapat | 11. hely |

## L
| Lator Géza | jégkorong | férfi csapat | 11. hely |

## M
| Minder Sándor | jégkorong | férfi csapat | 11. hely |

## N
| Németh Ferenc | sífutás | 18 km | Feladta |

## O
| Heinrich Tibor | jégkorong | férfi csapat | 11. hely |
| Ordódy Béla    | jégkorong | férfi csapat | 11. hely |

## R
| Révay József | jégkorong | férfi csapat | 11. hely |

## Sz
| Szepes Gyula | északi összetett | egyéni | Feladta |
| Szepes Gyula | sífutás          | 18 km  | Feladta |

## W
| Weiner Béla | jégkorong | férfi csapat | 11. hely |

## Sportágankénti ill. szakágankénti bontás
A következő táblázat sportáganként sorolja fel azokat a magyarországi sportolókat, akik az olimpián részt vettek. Lásd még: ABC-rendi bontás.
| Északi összetett | Gyorskorcsolya | Jégkorong | Sífutás |

| Versenyszám | Sportoló | Helyezés (elért eredmény) |

## Északi összetett
Egy magyarországi versenyző volt egy versenyszámban.
| Egyéni | Szepes Gyula | Feladta |

## Jégkorong
10 magyarországi versenyző volt egy versenyszámban.
| férfi csapat | Barcza Miklós   | 11. hely |
| férfi csapat | Barna Frigyes   | 11. hely |
| férfi csapat | Krempels Péter  | 11. hely |
| férfi csapat | Krepuska István | 11. hely |
| férfi csapat | Lator Géza      | 11. hely |
| férfi csapat | Minder Sándor   | 11. hely |
| férfi csapat | Heinrich Tibor  | 11. hely |
| férfi csapat | Ordódy Béla     | 11. hely |
| férfi csapat | Weiner Béla     | 11. hely |
| férfi csapat | Révay József    | 11. hely |

## Gyorskorcsolya
Egy magyarországi versenyző volt három versenyszámban.
| 500 m  | Eötvös Zoltán | 19. (46,8)   |
| 1500 m | Eötvös Zoltán | 10. (2:27,9) |
| 5000 m | Eötvös Zoltán | 20. (9:34,4) |

## Sífutás
Két magyarországi versenyző volt egy versenyszámban.
| 18 km | Németh Ferenc | Feladta |
| 18 km | Szepes Gyula  | Feladta |